# Oleksandr Marchenko
Cet article concerne l'avironneur. Pour l'homme politique, voir Oleksandr Martchenko.
Pour les articles homonymes, voir Marchenko.
Oleksandr Mykolaïovytch Marchenko (en ukrainien : Олександр Миколайович Марченко), né le 12 janvier 1968 à Kherson, est un avironneur ukrainien, notamment connu pour avoir remporté avec son partenaire Vasil Yakusha la médaille de bronze en deux de couple pour l'URSS lors des Jeux olympiques d'été de 1988.